# Argyra skufjini
Argyra skufjini är en tvåvingeart som beskrevs av Negrobov 1965. Argyra skufjini ingår i släktet Argyra och familjen styltflugor. Inga underarter finns listade i Catalogue of Life.